# Urotropis leonica
Urotropis leonica är en mångfotingart som beskrevs av Niels Krabbe 1982. Urotropis leonica ingår i släktet Urotropis och familjen Spirostreptidae. Inga underarter finns listade i Catalogue of Life.